# FK Senica
Der Futbalový klub Senica, kurz FK Senica, ist ein Fußballverein aus der westslowakischen Stadt Senica.

## Geschichte
Der FK Senica wurde 1921 unter dem Namen Železná únia Senica gegründet. Es folgten Umbenennungen in AC Senica im Jahr 1928, in FC Senica 1934, sieben Jahre später in ŠK Vískóza Senica, 1945 in ŠK Chemické závody Senica und 1948 in Sokol ChZ Hodváb Senica. Erstmals überregionale Bedeutung erlangte der Verein 1951, als er in die damals zweithöchste Spielklasse (Krajské majstrovstvá) aufstieg, die er 1954 wieder verlassen musste.
Nach mehreren Jahren in unteren Ligen gelang der Mannschaft in der Spielzeit 1973/74, da schon unter der Bezeichnung SH Senica, der Aufstieg in die vierthöchste Spielklasse, die Divízia. Im ersten Jahr gelang der Klassenerhalt erst am letzten Spieltag, in der Saison 1975/76 feierte die Mannschaft den Aufstieg in die dritte Liga, die 1. SNL, die nach Auflösung der landesweiten 2. Liga ein Jahr später zu einer der drei Staffeln der zweithöchsten tschechoslowakischen Spielklasse wurde.
Zweitklassig spielte Senica bis zur Saison 1992/93, es war gleichzeitig die letzte gemeinsam ausgetragene Saison der Tschechen und Slowaken. Der letzte Platz in der 1. SNFL bedeutete den Abstieg in die neu geschaffene 3. Liga der nun eigenständigen Slowakei. In der Saison 1998/99 stieg die Mannschaft zwar in die 2. Liga auf, zwei Jahre später jedoch wieder ab. In der Spielzeit 2001/02 gelang der sofortige Wiederaufstieg, vor Beginn der Zweitligasaison 2002/03 fusionierte der Klub mit FK 96 Ress Častkov. Der nächste Abstieg folgte aber schon 2003/04, 2004/05 wurde Senica gar in die 4. Liga durchgereicht. Dort wurde der freie Fall erst einmal gestoppt, auch wenn am Ende nur die Platzierungen 12., 11. und 8. zu Buche standen.

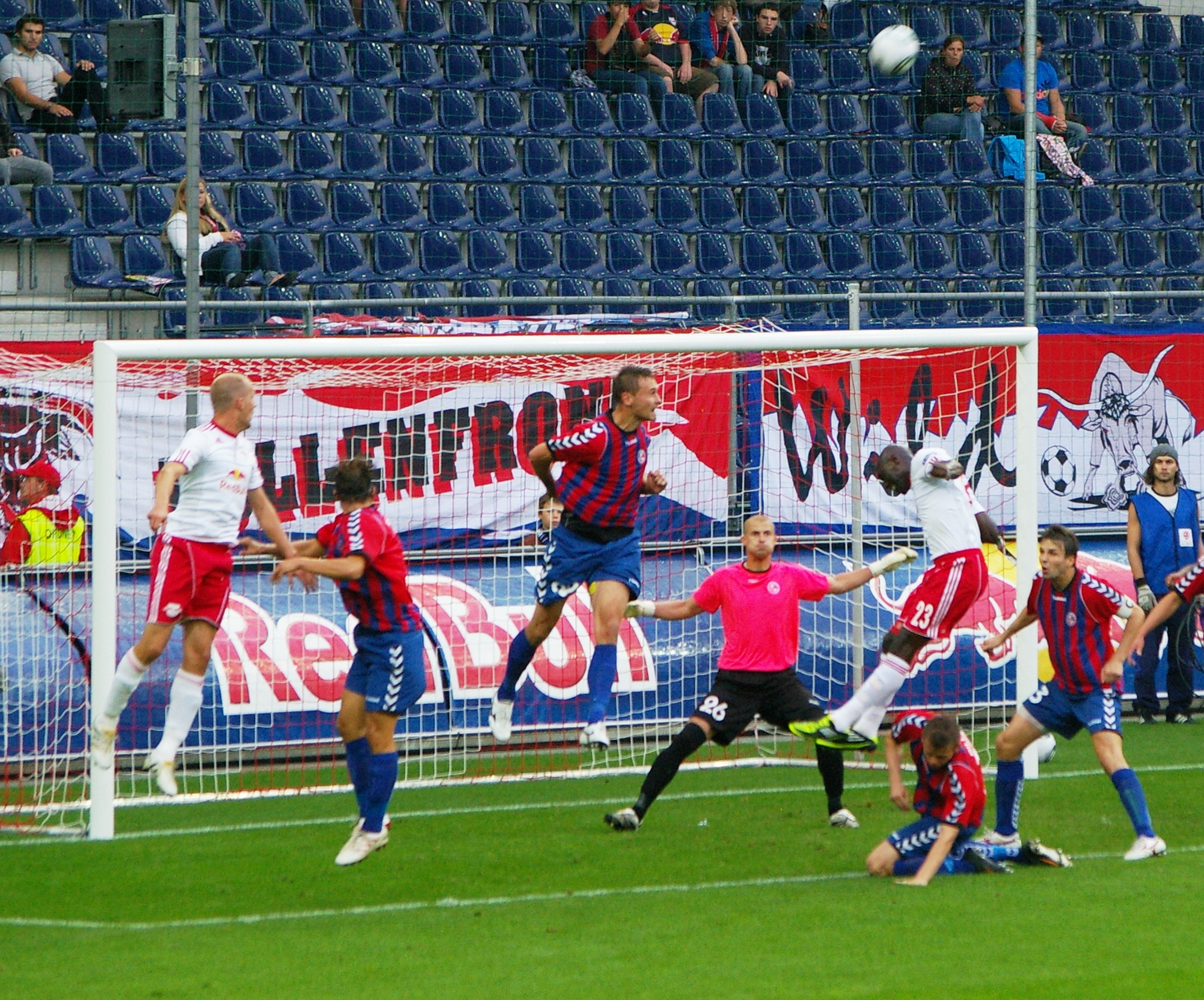
Erstes internationales Match gegen FC Red Bull Salzburg in Salzburg (0:1)

Vor der Spielzeit 2008/09 kam es zum Engagement von Vladimír Levárský als neuem Sponsor, Ladislav Hudec übernahm gleichzeitig das Trainer- sowie das Sportdirektoramt. Senica gewann souverän die Meisterschaft und übernahm im Sommer 2009 die Lizenz von Inter Bratislava, wodurch der Klub zum ersten Mal in seiner Vereinsgeschichte erstklassig ist. In der Winterpause der Saison 2009/10 wurde Trainer Hudec durch den Tschechen Radim Nečas abgelöst. 2010/11 wurde der Verein Vizemeister hinter Slovan Bratislava und qualifizierte sich dadurch erstmals für den Europapokal. Auch in den folgenden zwei Spielzeiten nahm man an der Europa League teil.
Nach weiteren guten Platzierungen in der Fortuna liga spielte man 2017/18 erstmals wieder gegen den Abstieg und konnte die Klasse erst in den beiden Relegationsspielen (A 1:2, H 1:0) dank der Auswärtstorregel gegen Zweitligist MFK Skalica halten.
Dem hochverschuldeten Klub, dessen Spieler und Vereinsmitarbeiter monatelang kein Gehalt mehr erhielten, wurde am Ende der Saison 2021/22 die Lizenz entzogen. Zudem wurde FK Senica in die 3. Liga zurückgestuft.

## Europapokalbilanz
| Saison  | Wettbewerb         | Runde                  | Gegner               | Gesamt | Hin     | Rück    |
| ------- | ------------------ | ---------------------- | -------------------- | ------ | ------- | ------- |
| 2011/12 | UEFA Europa League | 3. Qualifikationsrunde | FC Salzburg          | 0:4    | 0:1 (A) | 0:3 (H) |
| 2012/13 | UEFA Europa League | 1. Qualifikationsrunde | MTK Budapest FC      | 3:2    | 1:1 (A) | 2:1 (H) |
| 2012/13 | UEFA Europa League | 2. Qualifikationsrunde | APOEL Nikosia        | 0:3    | 0:2 (A) | 0:1 (H) |
| 2013/14 | UEFA Europa League | 2. Qualifikationsrunde | FK Mladost Podgorica | 2:3    | 2:2 (A) | 0:1 (H) |

Gesamtbilanz: 8 Spiele, 1 Sieg, 2 Unentschieden, 5 Niederlagen, 5:12 Tore (Tordifferenz −7)

## Vereinsnamen
- 1921: Železná únia Senica
- 1928: AC Senica
- 1934: FC Senica
- 1941: ŠK Vískóza Senica
- 1945: ŠK Chemické závody Senica
- 1948: Sokol Chz Hodváb Senica
- 1953: DŠO Iskra Senica
- 1955: Slavoj Senica
- 1956: TJ Iskra Senica
- 1960: TJ Dimitrov Senica
- 1967: TJ Záhoran Senica
- 1969: TJ Slovenský Hodváb Senica
- 1990: FK Slovenský Hodváb Senica
- 2004: FK Senica

## Bekannte Trainer
- Radim Nečas senior (2010)
- Stanislav Griga (2011–2012)
- Pavel Hapal (2014)
- Ton Caanen (2018)